# برونو ماسكارينهاس
برونو ماسكارينهاس (بالبرتغالية: Bruno Mascarenhas؛ بالإيطالية: Bruno Mascarenhas) هو مدرب رياضة برتغالي وإيطالي، ولد في 16 يوليو 1981 في لشبونة في البرتغال.

## وصلات خارجية
- برونو ماسكارينهاس على موقع الاتحاد الدولي للتجديف (الإنجليزية)
- برونو ماسكارينهاس على موقع اللجنة الأولمبية الدولية (الإنجليزية)
- برونو ماسكارينهاس على موقع أوليمبيديا (الإنجليزية)
- برونو ماسكارينهاس على موقع اللجنة الأولمبية الإيطالية (الإيطالية)
- برونو ماسكارينهاس على موقع CONI honoured athlete website (الإيطالية)